# Vieillevigne (Górna Garonna)
Vieillevigne – miejscowość i gmina we Francji, w regionie Oksytania, w departamencie Górna Garonna.
Według danych na rok 1990 gminę zamieszkiwały 153 osoby, a gęstość zaludnienia wynosiła 49 osób/km² (wśród 3020 gmin regionu Midi-Pireneje Vieillevigne plasuje się na 910. miejscu pod względem liczby ludności, natomiast pod względem powierzchni na miejscu 1636.).